# Tori Bowie
Frentorish "Tori" Bowie (ur. 27 sierpnia 1990 w Sand Hill, zm. 2 maja 2023 w Clermont) – amerykańska lekkoatletka specjalizująca się w biegach sprinterskich i skoku w dal.
W 2014 bez awansu do finału startowała w eliminacjach skoku w dal podczas 15. Halowych Mistrzostw Świata w Sopocie. Rok później podczas 15. Mistrzostw Świata w Pekinie zdobyła brązowy medal w biegu na 100 metrów.
W 2016 startowała na XXXI Letnich Igrzyskach Olimpijskich w Rio de Janeiro, podczas których zdobyła trzy medale – złoty w sztafecie 4 × 100 metrów, srebrny w biegu na 100 metrów oraz brązowy na dystansie 200 metrów. Złota medalistka 16. Mistrzostw Świata w biegu na 100 metrów oraz w sztafecie 4 × 100 metrów (2017).
Medalistka mistrzostw Stanów Zjednoczonych. Stawała na najwyższym stopniu podium mistrzostw National Collegiate Athletic Association (NCAA).

## Osiągnięcia
| Rok  | Impreza                   | Miejsce        | Konkurencja        | Lokata            | Wynik |
| ---- | ------------------------- | -------------- | ------------------ | ----------------- | ----- |
| 2014 | Halowe mistrzostwa świata | Sopot          | skok w dal         | el. – 13. miejsce | 6,12  |
| 2015 | Mistrzostwa świata        | Pekin          | bieg na 100 m      | 3. miejsce        | 10,86 |
| 2016 | Halowe mistrzostwa świata | Portland       | bieg na 60 m       | 6. miejsce        | 7,14  |
| 2016 | Igrzyska olimpijskie      | Rio de Janeiro | bieg na 100 m      | 2. miejsce        | 10,83 |
| 2016 | Igrzyska olimpijskie      | Rio de Janeiro | bieg na 200 m      | 3. miejsce        | 22,15 |
| 2016 | Igrzyska olimpijskie      | Rio de Janeiro | sztafeta 4 × 100 m | 1. miejsce        | 41,01 |
| 2017 | Mistrzostwa świata        | Londyn         | bieg na 100 m      | 1. miejsce        | 10,85 |
| 2017 | Mistrzostwa świata        | Londyn         | bieg na 200 m      | eliminacje        | DNS   |
| 2017 | Mistrzostwa świata        | Londyn         | sztafeta 4 × 100 m | 1. miejsce        | 41,82 |
| 2019 | Mistrzostwa świata        | Doha           | bieg na 100 m      | półfinał          | DNS   |
| 2019 | Mistrzostwa świata        | Doha           | skok w dal         | 4. miejsce        | 6,81  |

## Rekordy życiowe
| Konkurencja              | Wynik        | Data                         | Miejsce       |
| ------------------------ | ------------ | ---------------------------- | ------------- |
| Bieg na 60 metrów – hala | 7,11         | 19 marca 2016                | Portland      |
| Bieg na 100 metrów       | 10,78 10,72w | 3 lipca 2016 26 czerwca 2015 | Eugene Eugene |
| Bieg na 200 metrów       | 21,77        | 27 maja 2017                 | Eugene        |
| Skok w dal – stadion     | 6,91         | 6 kwietnia 2013              | Westwood      |
| Skok w dal – hala        | 6,95         | 25 stycznia 2014             | Naperville    |